# Pardosa sphagnicola
Pardosa sphagnicola este o specie de păianjeni din genul Pardosa, familia Lycosidae. A fost descrisă pentru prima dată de Dahl, 1908. Conform Catalogue of Life specia Pardosa sphagnicola nu are subspecii cunoscute.